# スクリーニングバケット
スクリーニングバケット（バケット型回転ふるい機）とは、木くずや砂利、コンクリートガラなど、混合物の選別作業に最適なバケット型回転ふるい機である。

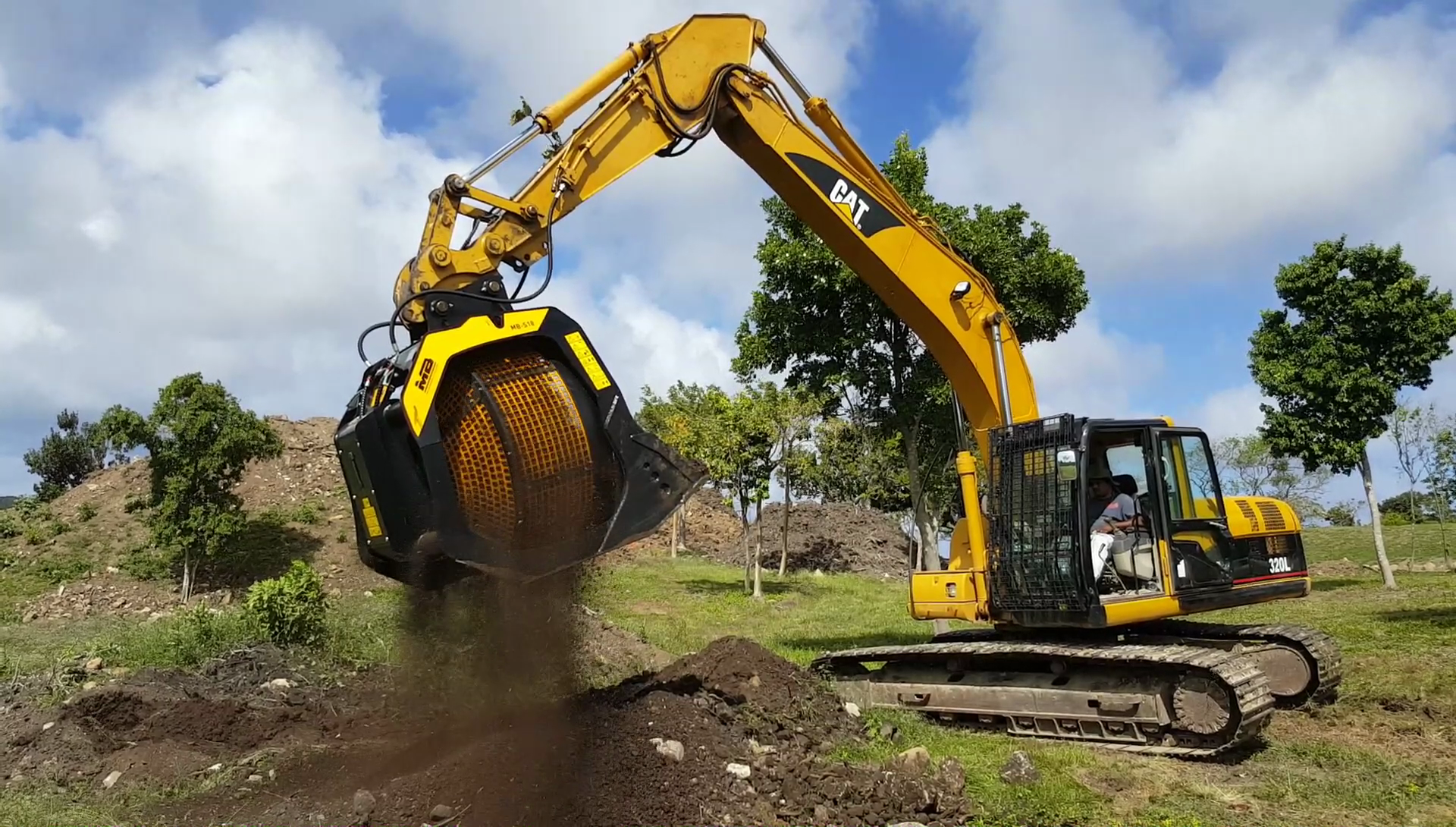
スクリーンバケット

## 概要
油圧ショベルなどの建設機械に取り付けて使用するアタッチメントの一つ。砕岩作業現場や解体現場など、選別・分別作業を必要とするさまざまな現場で使用可能である。
ドラム形のバケットが回転するようになっている。ふるい分けたい対象物をすくい込み、開口部を上部にし少し傾けた状態で中のカゴを回転させる。網目より小さいものが下に落とされ、大きいものはバケット内に残ることで、選別が行われる。
スクリーニングバケットと油圧ショベルの連結にはカプラーを用い、油圧ショベルの油圧配管との連結には2本から3本のチューブを用いる。

## 用途
下記のような現場で、作業に適した資材を素早く選別し、効率よく作業を進めることができる。
- 破砕前のふるい選別
- 一次破砕後の粒度調整
- 解体、埋戻し作業、石の多い土地の開拓や農地開拓などの現場で、不適切なものを除去
- 水路に溜まった砂利の選別
- 砂浜清掃など、細かさが求められる環境での選別

## 今後のスクリーニングバケット市場の成長について
産業および製造業の成長が市場の成長につながり、製造会社間における競争増加している。これらのタイプの機器に対する関心や傾向か高まっており、遠隔操作機器は、その効率性により、今後数年間で大幅な成長が見込まれる。